# Marijan Biškup
Marijan Biškup (Završje (Novi Marof), 23. kolovoza 1939. - Zagreb, 5. siječnja 2018.), hrvatski katolički svećenik, dominikanac, bogoslov i liturgičar.

## Životopis
Rođen je 23. kolovoza 1939. u Završju, u općini Novi Marof. Od 1946. do 1950. pohađa Osnovnu školu u Radovanu; prva tri razreda gimnazije pohađa u Varaždinu od 1950. do 1953., a od 1953. do 1957. u Dominikanskoj klasičnoj gimnaziji u Bolu na Braču. Od 1958. do 1963. studira filozofiju i teologiju na Visokoj dominikanskoj bogoslovnoj školi u Dubrovniku, a od 1959. do 1961. služi vojni rok u JNA. Od 1963. do 1966. nastavlja studij teologije na KBF-u u Zagrebu, gdje 1969. stječe naslov magistra teologije. Za svećenika je zaređen 1965. U Rimu od 1969. nastavlja specijalistički studij teologije: 1971. na Anselmianumu postiže magisterij iz liturgike, 1973. na Sveučilištu sv. Tome (Angelicum) postiže doktorat iz teologije, a 1975. na Alfonsianumu stječe diplomu iz specijalizacije u moralnoj teologiji. 

## Djela
(nepotpun popis)
- Divote se govore o tebi, Djevo Marijo
- Ljudska prava
- Blaženi Augustin Kažotić